# Calapooya Mountains

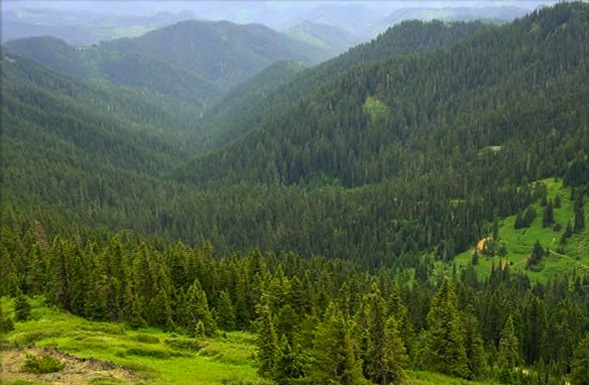
Calapooya Mountains

Die Calapooya Mountains sind ein kleiner Gebirgszug im Südwesten des Bundesstaates Oregon in den Vereinigten Staaten. Er hat eine Länge von etwa 97 Kilometer und befindet sich westlich der Kaskadenkette zwischen den Orten Eugene (nördlich) und Roseburg (südlich). 
Das Gebirge trennt das Einzugsgebiet des Willamette Rivers nach Norden und des Umpqua Rivers nach Süden. Die höchste Erhebung ist der Scott Mountain (1295 Meter Höhe über dem Meeresspiegel) 32 km nordöstlich von Roseburg. Der North Umpqua River fließt entlang des südlichen Teils der Berge. Die Gipfelkette wird teilweise Calapooya Divide genannt.
Im Osten gehört ein Großteil der Berge zum Umpqua National Forest und zum Willamette National Forest.